# Mitchellville (Tennessee)
Mitchellville város az Amerikai Egyesült Államok Tennessee államában, Sumner megyében. Lakosainak száma 163 fő (2020. április 1.).

## Népesség
A település népességének változása:
| Lakosok száma | 207  | 189  | 163  |
|               | 2000 | 2010 | 2020 |